# Маніпул

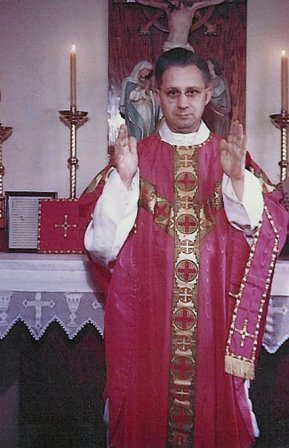
Священик з маніпулом на лівій руці.

Мані́пул (лат. manipulus — «пучок сіна») — деталь літургійного одягу католицького священика. Смуга тканини близько метра в довжину і 5–10 см завширшки з вишитим в центрі хрестом. Одягається на ліву руку під час літургії. Кріпиться за допомогою зав'язок або шпильок. Виготовляється з шовку. Носіння маніпула дозволено клірикам не нижче субдіакона. Єпископ одягається в маніпул перед молитвою Confiteor (Сповідую) у вівтарі. Інші священнослужителі надягали маніпул перед літургією.
Спочатку служив хустинкою для священика. Потім став елементом літургійного одягу.
Після Другого Ватиканського собору маніпул не обов'язковий у використанні під час літургії.